# Тарло (Люблінське воєводство)
Тарло (пол. Tarło) — село в Польщі, у гміні Недзьв'яда Любартівського повіту Люблінського воєводства.
Населення — 454 особи (2011).

## Демографія
Демографічна структура станом на 31 березня 2011 року:
|          | Загалом | Допрацездатний вік | Працездатний вік | Постпрацездатний вік |
| -------- | ------- | ------------------ | ---------------- | -------------------- |
| Чоловіки | 233     | 45                 | 166              | 22                   |
| Жінки    | 221     | 41                 | 125              | 55                   |
| Разом    | 454     | 86                 | 291              | 77                   |